# 大浜町 (尼崎市)
座標: 北緯34度42分25.5秒 東経135度23分11.4秒 / 北緯34.707083度 東経135.386500度

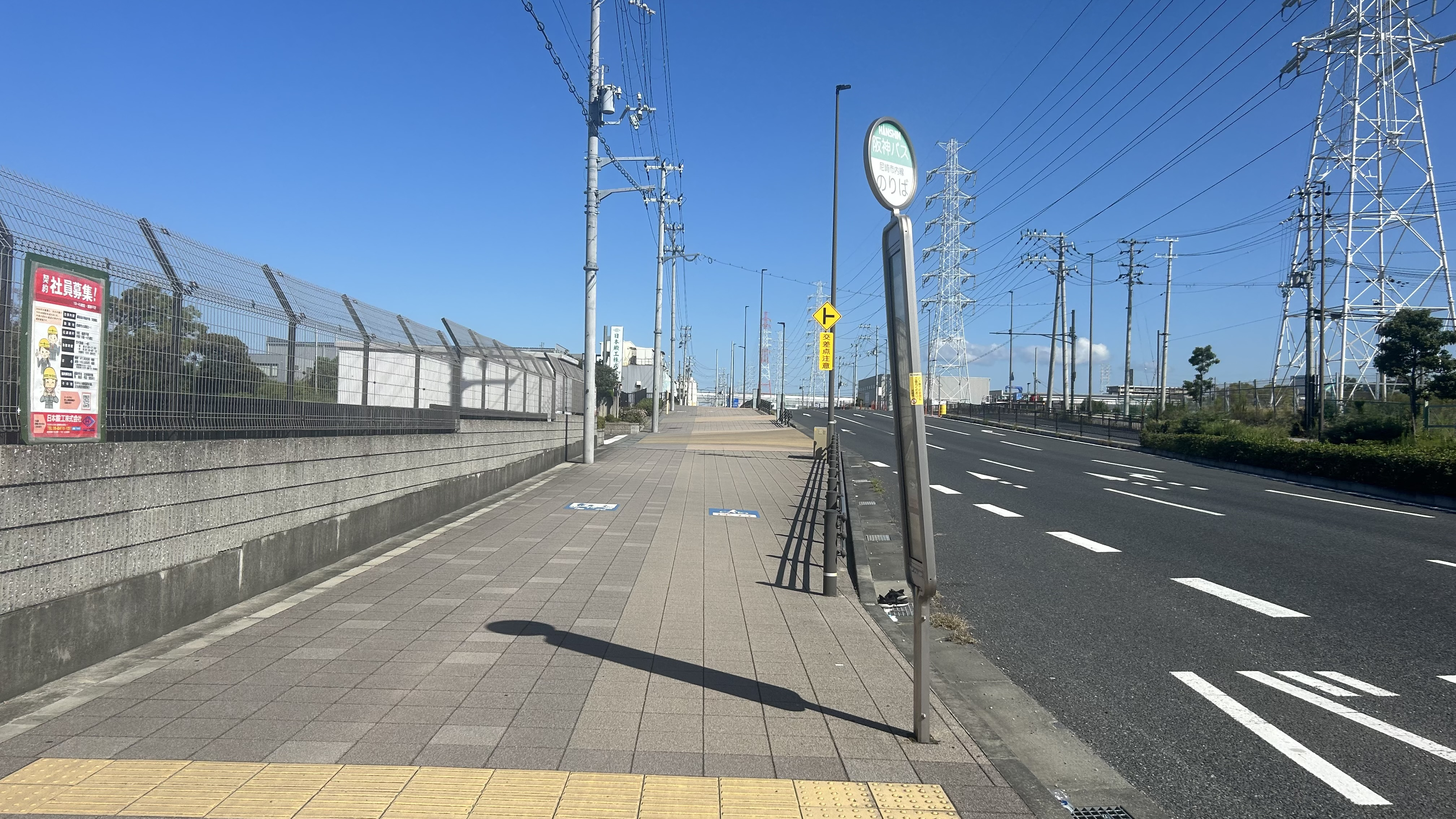
大浜1丁目停留所

大浜町（おおはまちょう）は、兵庫県尼崎市にある町丁。1丁目から2丁目まである。郵便番号は660-0095。

## 地理
東は中浜町・鶴町、西は丸島町、南は末広町・扇町、北は元浜町と隣接している。

## 交通

### 鉄道
鉄道は走っていない

### バス
阪神バス30番、90番が通っている。
| 路線名 | 起点     | 町内の停留所                                     | 終点               |
| ------ | -------- | ------------------------------------------------ | ------------------ |
| 30     | 阪急塚口 | (中浜町)-八幡橋-大浜町1丁目-(元浜町)             | 武庫川             |
| 90     | 武庫川   | (元浜町)-大浜町1丁目-大浜町2丁目-クボタ前-(扇町) | 尼崎テクノランド前 |

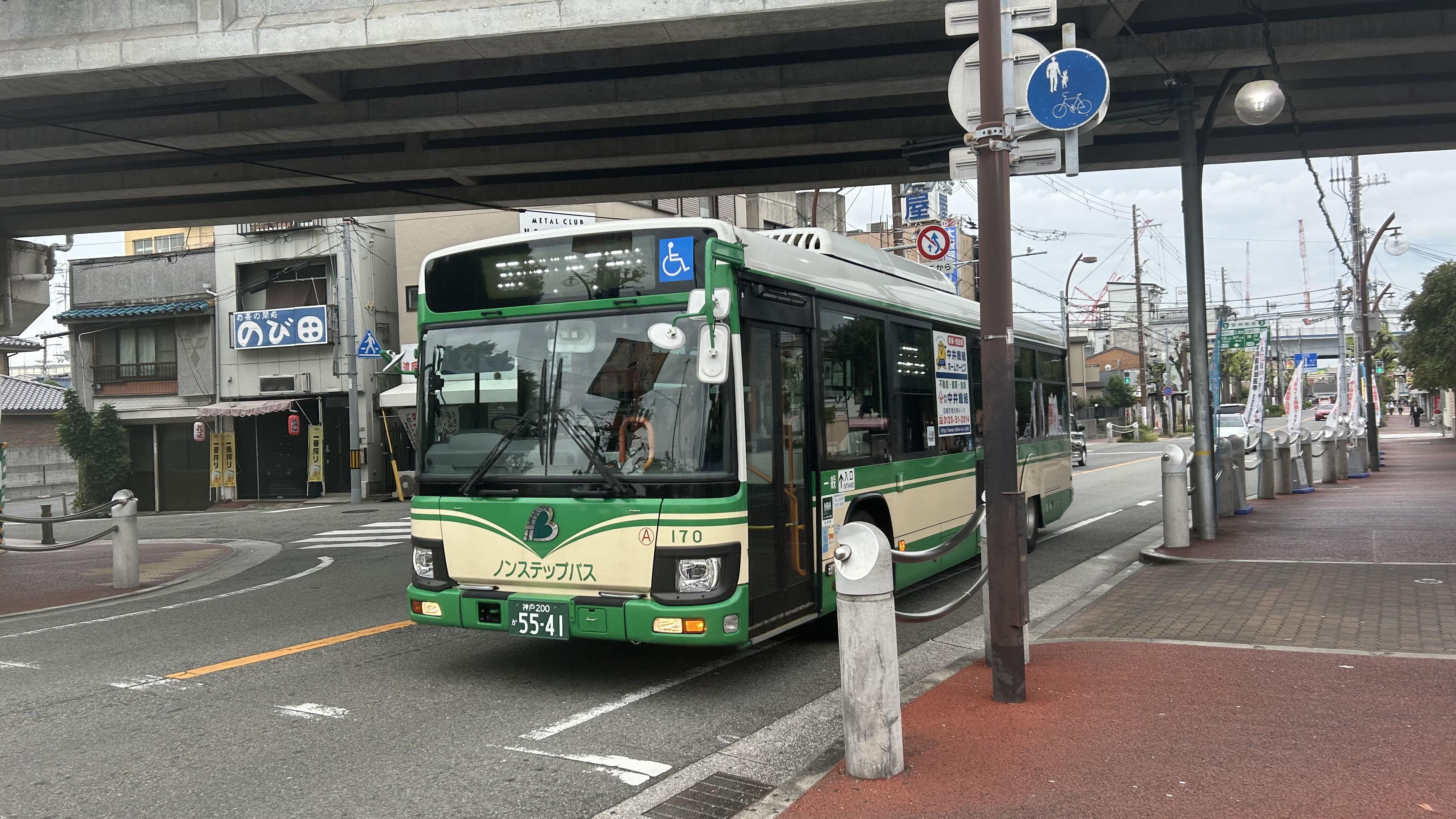
30番
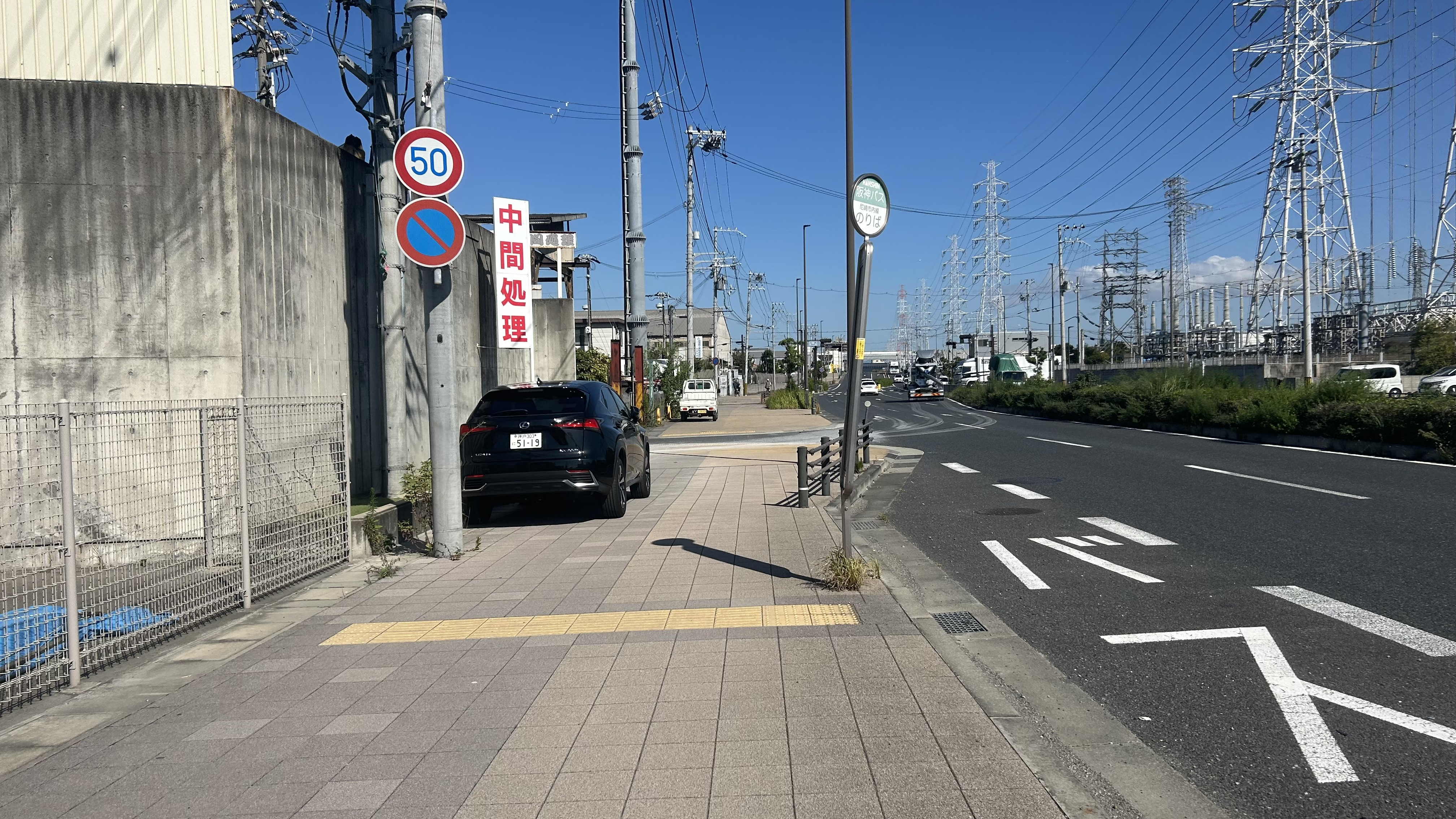
大浜2丁目停留所
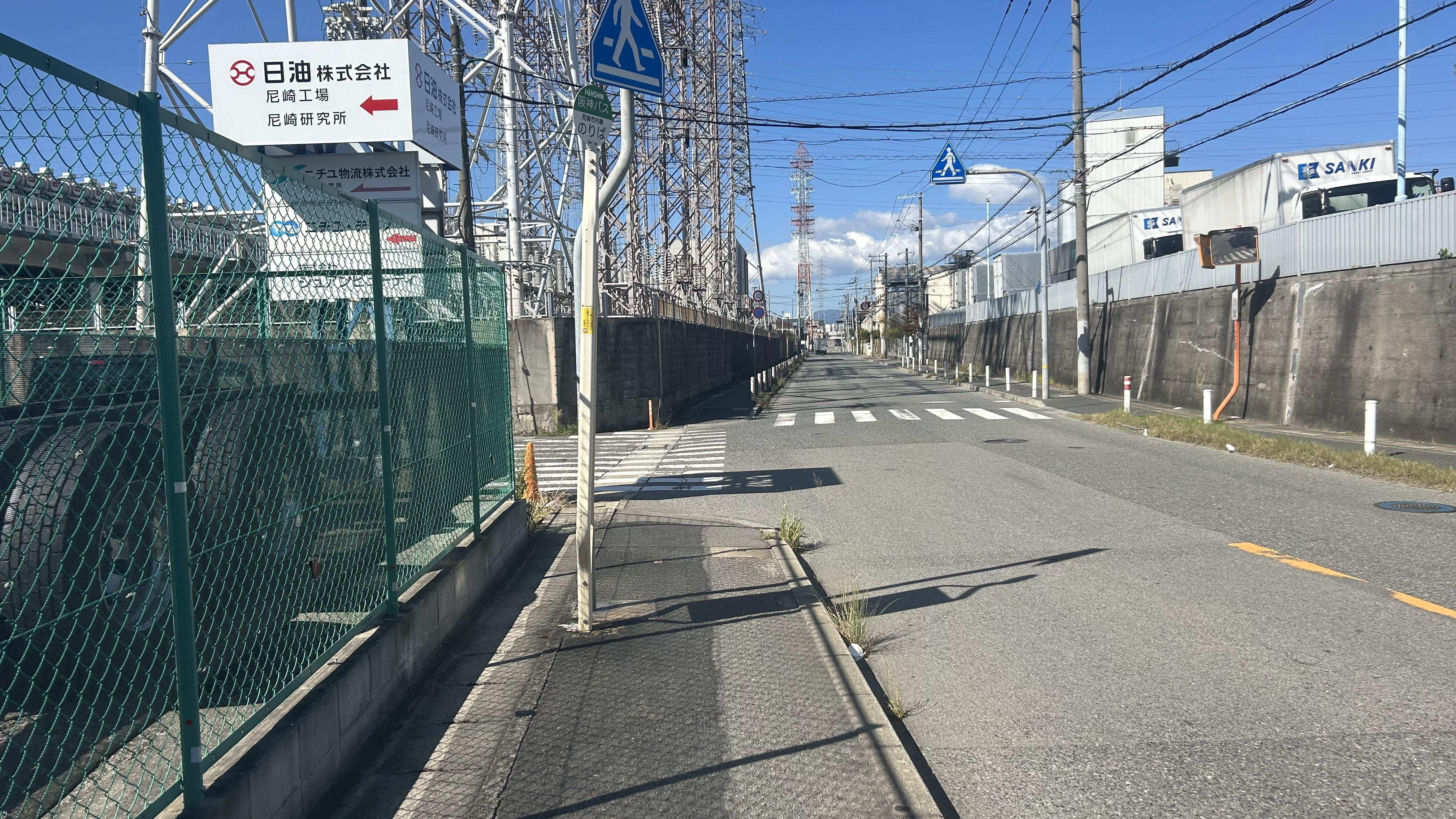
八幡橋停留所
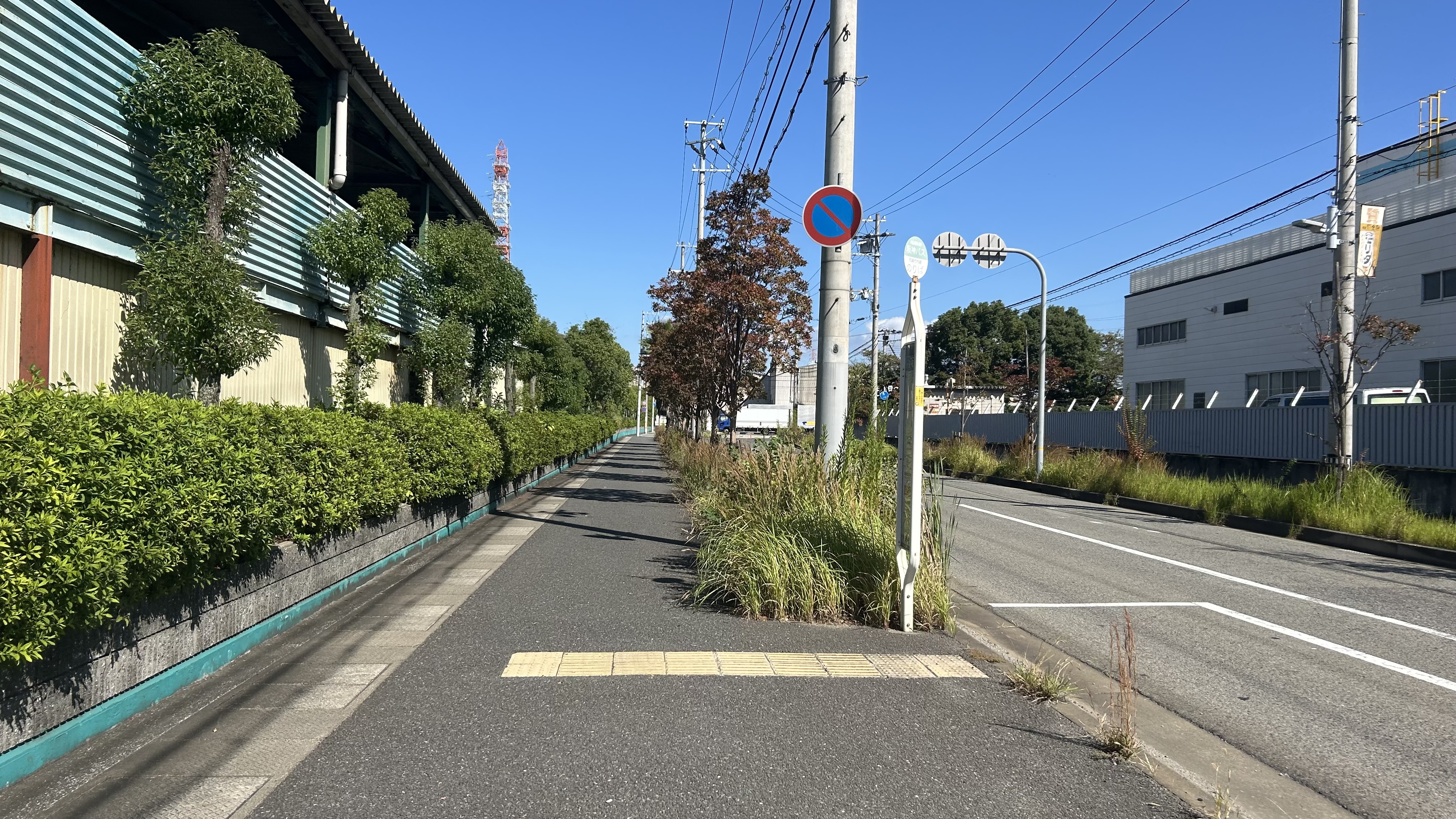
クボタ前停留所

## 校区
出典:
| 丁目 | 小学校         | 中学校     |
| ---- | -------------- | ---------- |
| 1    | わかば西小学校 | 大庄中学校 |
| 2    | わかば西小学校 | 大庄中学校 |

## 施設
全て工業地帯である